# Boulez Conducts Zappa: The Perfect Stranger
Boulez Conducts Zappa: The Perfect Stranger es un álbum del músico y compositor norteamericano Frank Zappa de 1984. La música está dirigida, en parte, por el director de orquesta Pierre Boulez. A veces, se conoce al álbum simplemente como The Perfect Stranger.
Boulez dirige, específicamente, tres de las composiciones; "The Perfect Stranger", "Naval Aviation in Art?" y "Dupree's Paradise"; que fueron grabadas en el IRCAM, París el 10 y 11 de enero de 1984 con la orquesta Ensemble Intercontemporain. La pista que da nombre al álbum contiene referencias a la película de Zappa de 1971, 200 Motels. Las cuatro composiciones restantes están hechas con Synclavier.

## Lista de canciones
- Todas las pistas compuestas por Frank Zappa

### Cara A
1. "The Perfect Stranger" – 12:44
2. "Naval Aviation in Art?" – 2:45
3. "The Girl in the Magnesium Dress" – 3:13

### Cara B
1. "Dupree's Paradise" – 7:54
2. "Love Story" – 0:59
3. "Outside Now Again" – 4:06
4. "Jonestown" – 5:27

## Personal
- Pierre-Laurent Aimard – Piano
- Guy Arnaud – Clarinete
- Lawrence Beauregard – Flauta
- Pierre Boulez – Director de orquesta
- Daniel Ciampolini – Percusión
- Antoine Curé – Trompeta
- Ensemble Intercontemporain – Orquesta
- Péter Eötvös – Director musical
- Jacques Ghestem – Contrabajo
- Don Hunstein – Fotografía
- Marie-Claire Jamet – Arpa
- Orquesta Sinfónica de Londres
- John Matousek – Masterización
- Paul Meyer – Clarinete
- Jerôme Naulais – Trombón
- David Ocker – Programación
- Bob Stone – Remezcla
- Frank Zappa – Guitarra, teclados, voces, producción